# Musique acadienne
Ne doit pas être confondu avec Musique cadienne.
La musique acadienne est la musique des Acadiens, principalement en Acadie. Le folklore et la musique ont longtemps été les seuls éléments de la culture acadienne à être pratiqués. Les communautés religieuses ont joué un rôle important dans le développement de cet art. Les fanfares des collèges et les chorales paroissiales sont rapidement devenues populaires. Plusieurs musiciens sont aussi devenus connus à l'étranger durant le XXe siècle. Le français est la principale langue de la musique acadienne, mais il existe aussi des œuvres en anglais et en chiac.

## Histoire

### En-premier

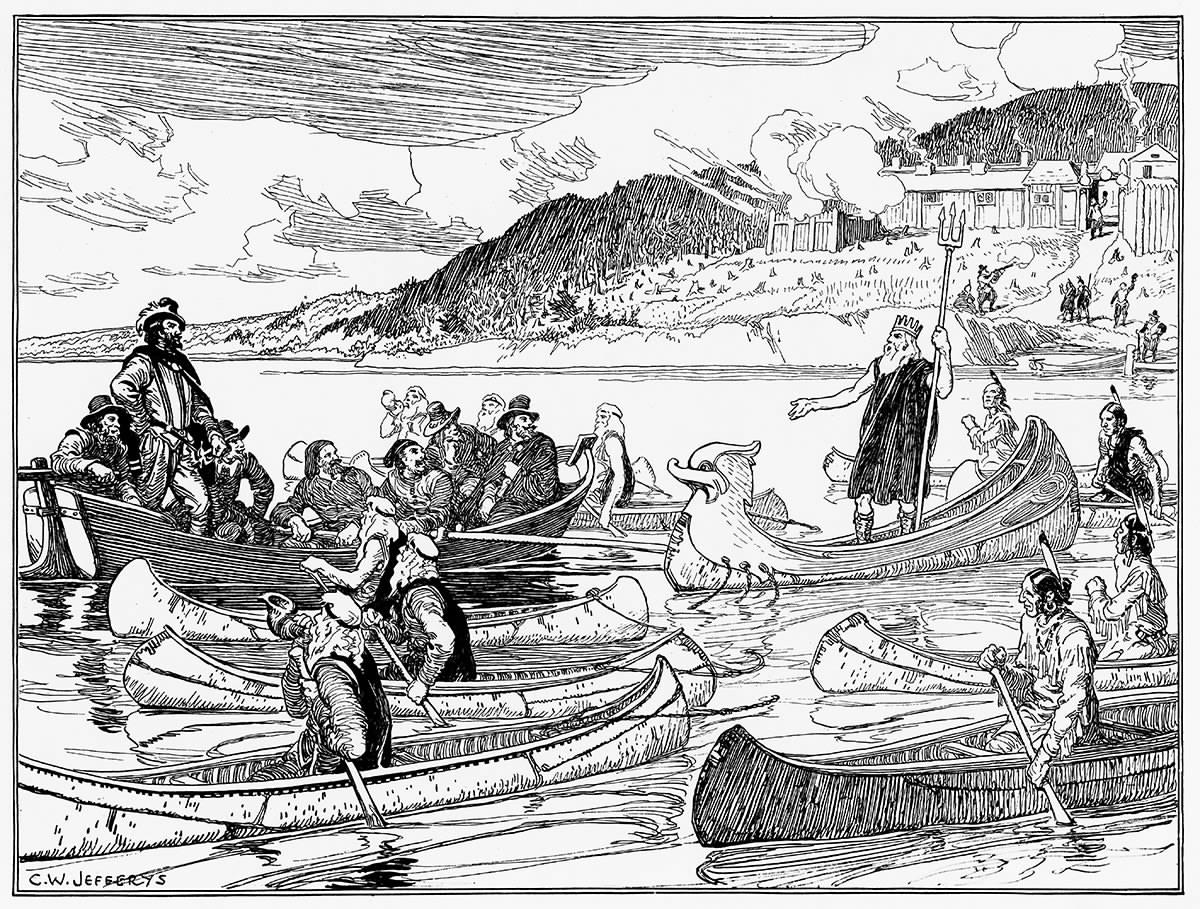
Présentation du Théâtre de Neptune face à l'habitation de Port-Royal. Dessin de Charles William Jefferys.

L'Acadie est fondée en 1604. Les missionnaires comprennent vite l'utilité de la musique dans l'évangélisation des Amérindiens. L'Acadie est principalement catholique et l'Église ainsi que les communautés religieuses jouent un rôle important dans le développement culturel. Les colons conservent la tradition des cantiques et chantent lors des fêtes religieuses, lors des processions et même à la maison. En 1606, l'avocat Marc Lescarbot monte le spectacle Le Théâtre de Neptune, vraisemblablement la première pièce de théâtre produite en Amérique du Nord[réf. nécessaire], afin de souligner le retour de Samuel de Champlain et de Jean de Poutrincourt dans la colonie. Le spectacle inclut une partie chorale, Grand Dieu Neptune, la première œuvre du genre composée au Canada.

### XIXesiècle: la musique au collège
Comme au Québec, les communautés religieuses jouent un rôle majeur dans la renaissance acadienne du milieu du XIXe siècle, notamment grâce aux collèges, où la musique occupe la vie quotidienne. C'est par leurs chorales et leurs fanfares – nom donné aux harmonies jusque dans les années 1960 – que les collèges s'illustrent. Il existe aussi des chorales paroissiales et communautaires. Certaines communautés religieuses offrent des leçons particulières de chant, de piano et parfois de violon. Une première tentative d'éducation musicale a lieu dans quelques écoles de l'Île-du-Prince-Édouard à cette époque mais il faut attendre le XXe siècle pour voir un véritable enseignement structuré.

#### Collège Saint-Joseph

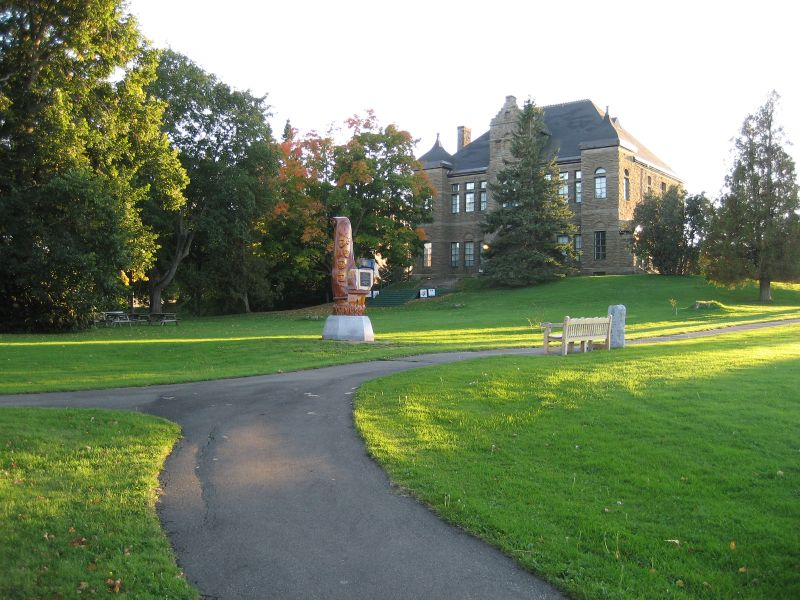
Le Monument Lefebvre.

Le Collège Saint-Joseph de Memramcook est fondé en 1864 par le père Camille Lefebvre. Après des débuts timides, la musique devient de plus en plus populaire, surtout les chorales, après l'arrivée des pères Léandre Breault et Neil Michaud. Des séances populaire sont lieu dans une salle mal aérée mais la construction d'une nouvelle salle est décidée après la mort du père Lefebvre ; le Monument Lefebvre est inauguré en 1897. Outre les étudiants du collège, de nombreux artistes acadiens ou étrangers s'y produisent, dont Arthur Leblanc, Laura Gaudet, Marie-Germaine et Marguerite Leblanc, Anna Malenfant, Yehudi Menuhin et la famille Von Trapp. Doté d'une acoustique exceptionnelle, la salle est utilisée à plusieurs reprises par la Société Radio-Canada pour l'enregistrement de concerts.

#### Collège Sainte-Anne
Le Collège Sainte-Anne est fondé en 1890 à Pointe-de-l'Église. Les étudiants peuvent pratiquer d'un instrument de musique durant l'étude du soir. La chapelle est munie des grandes orgues, permettant aussi la pratique de la musique religieuse. L'établissement s'illustre surtout par ses fanfares et chorales, dont les directeurs sont Philippe Arsenault, Jules Comeau, le père Maurice Leblanc, Jean Mathieu, Stephanie Croft, les pères Paulin et Yvon Savoie.

#### Collège Sacré-Cœur
Le Collège Sacré-Cœur est fondé en 1899 à Caraquet.
La musique et le folklore demeurent les formes d'expression artistiques les plus répandues en Acadie jusqu'au milieu du XXe siècle. La marginalisation géographique et économique des régions acadiennes a ainsi causé un isolement culturel. Les communautés religieuses ont eu une influence importante en suscitant le goût de la musique chez les jeunes. Le père Maurice Leblanc est l'un des principaux organisateurs des nombreuses activités dans la Baie-Sainte-Marie, en Nouvelle-Écosse.
Plusieurs musiciens se sont fait connaître à l'étranger à partir du XXe siècle. L'un des premiers fut le violoniste Arthur Leblanc. Eugène Lapierre et Benoît Poirier, qui étaient aussi compositeurs, sont devenus des organistes populaires à Montréal. Robert Savoie a, quant à lui, été baryton pendant plusieurs années au Royal Opera House de Londres. Le pianiste Roger Lord est lauréat de nombreux prix. Dans la musique populaire, mentionnons le pianiste Paul Saulnier, le violoniste Kenneth Saulnier et le duo formé par Wendell et Philippe D'Eon. L'une des premières femmes acadiennes à se distinguer sur la scène nationale et internationale est Anna Malenfant. Laura Gaudet a fait découvrir les chansons folkloriques partout en Acadie et aux États-Unis. C'est en se consacrant aux chants de la Renaissance que Suzie Leblanc s'est fait connaître.

### Années 1960-1990

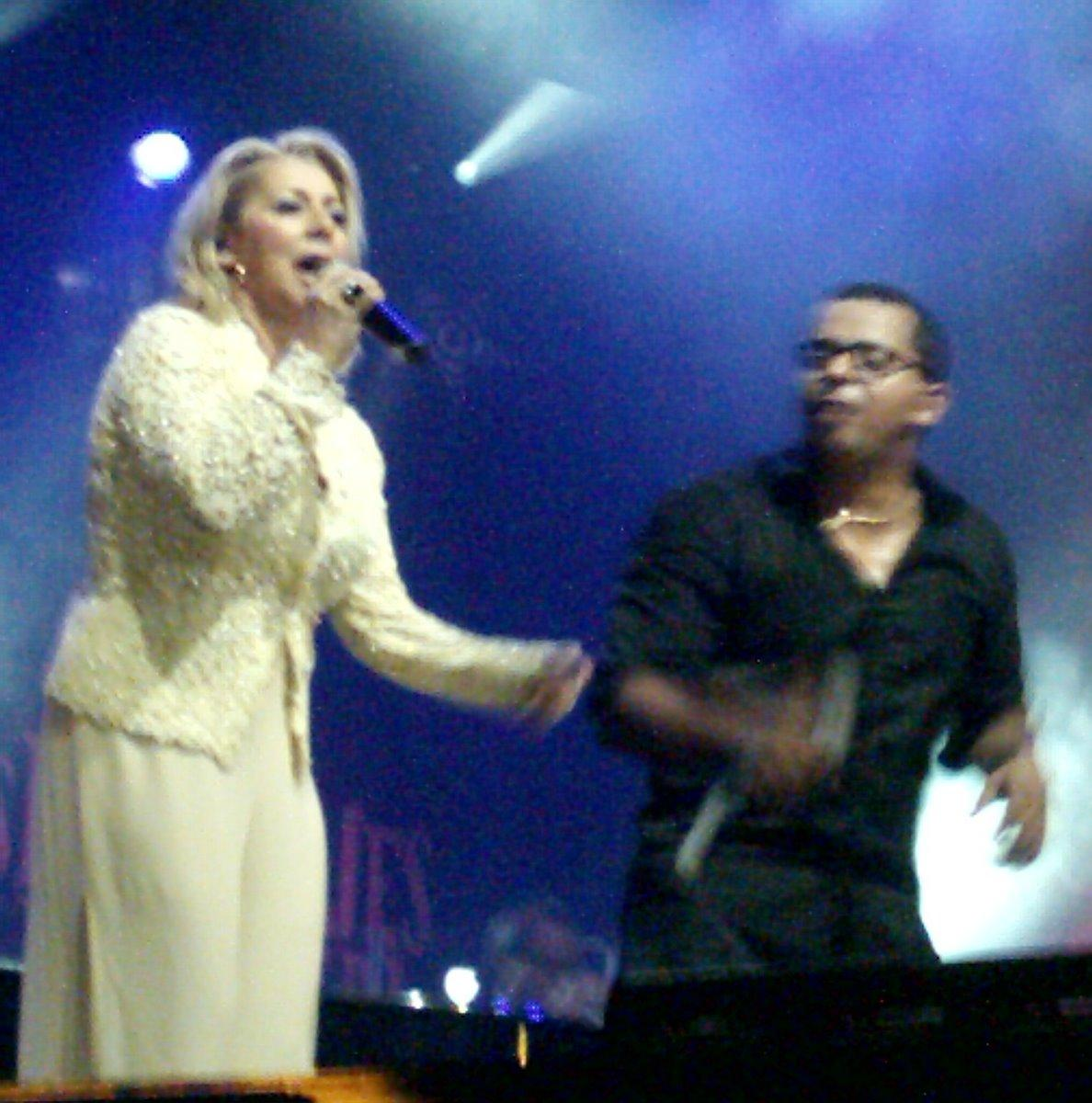
Patsy Gallant, en compagnie de Gregory Charles, aux FrancoFolies de Montréal.

L'arrivée de l'enseignement supérieur et l'ouverture au monde des années 1960 provoquent une effervescence de la culture acadienne, qui se diversifie dans l'artisanat, la peinture, la sculpture, la danse, le théâtre, le cinéma et la littérature. Parmi les nombreux musiciens de cette époque, mentionnons Angèle Arsenault et Édith Butler, dont la carrière a été stimulée par l'interprétation de chansons folkloriques. Calixte Duguay et Donat Lacroix sont aussi connus pour leurs chansons portant sur des thèmes acadiens. Il y a aussi, entre autres, Lina Boudreau, Ronald Bourgeois, Raymond Breau, Lorraine Diotte, Jac Gautreau, Frank Maillet, Georges Langford et Denis Losier. Des groupes comme Beausoleil-Broussard et 1755 ont remporté le prix de la meilleure chanson par des jeunes interprètes et ont été nommés au Gala de l'ADISQ (Microsillon de l'année/Folklore et Traditionnel) en 1979 et 1980 ,,. L'Acadie a été représentée par le groupe Panou au festival de musique organisé durant les Jeux du Canada à Saint-Jean en 1985. Ce fut le tour des Tymeux de la Baie à Expo 86.
En dehors des chanteurs acadiens, Michel Fugain chante en 1975 (avec son groupe Big Bazar) Les Acadiens rendant hommage aux Acadiens en illustrant leur histoire et leur musique.

### Des années 1990 à nos jours

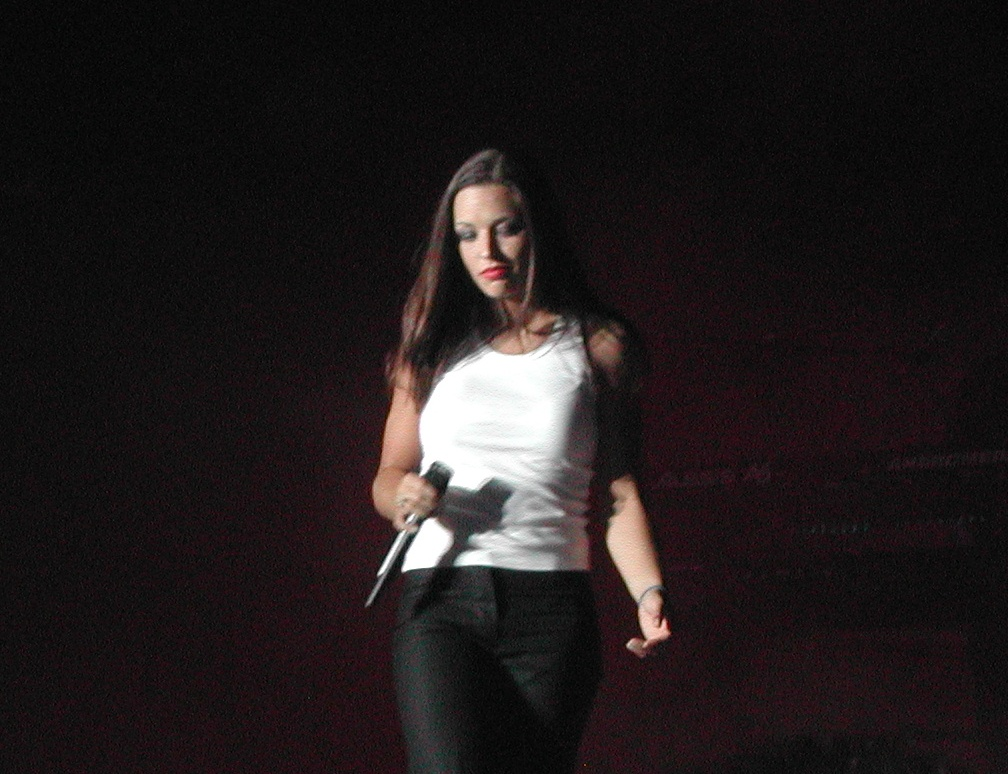
Natasha St-Pier, une interprète acadienne, en concert à La Réunion.

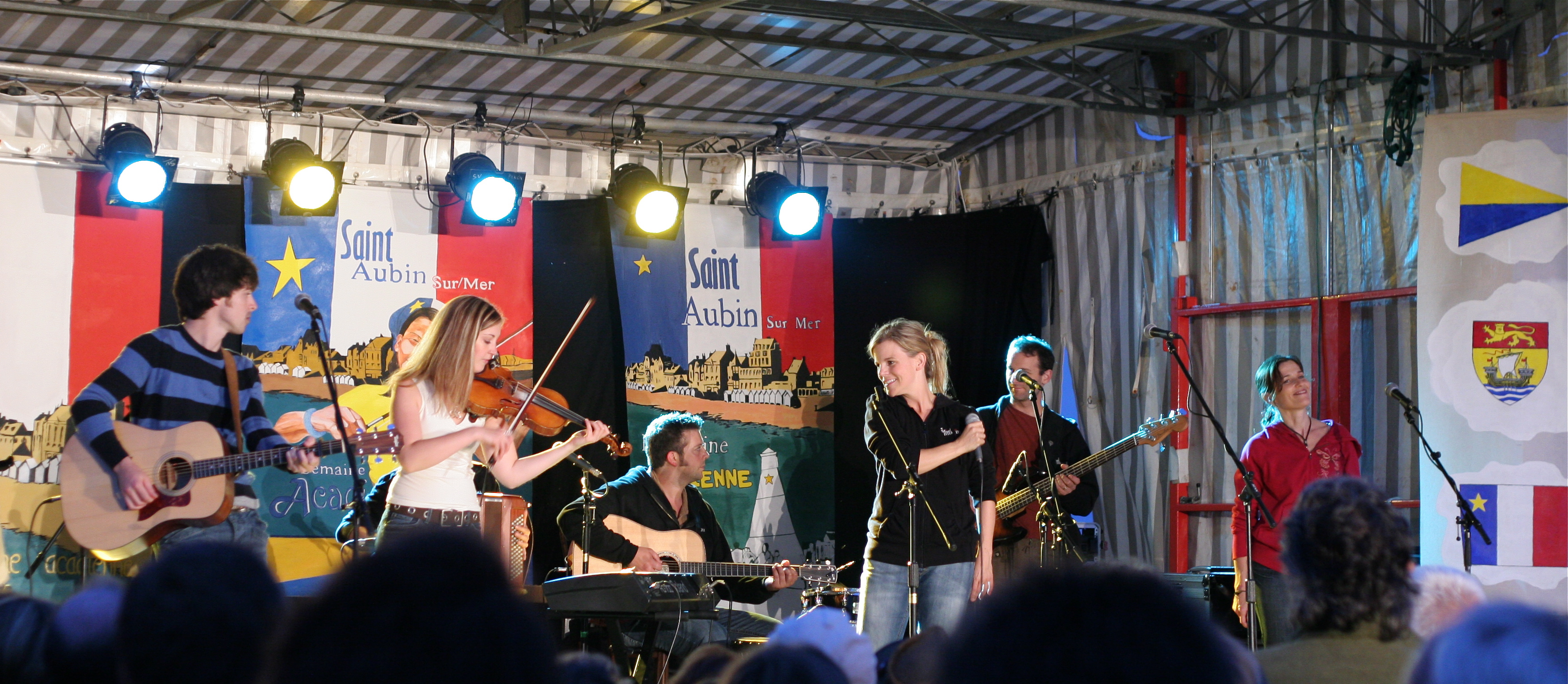
Ode à l'Acadie en concert à Saint-Aubin-sur-Mer.

Dès les années 1990, les musiciens acadiens jouissent d'une popularité sans précédent et le nombre de groupes augmente. Les chanteurs d'opéra Claudette Leblanc, Roland Richard et Rosemarie Landry sont ainsi reconnus internationalement. D'abord destiné au hockey, Roch Voisine suit une carrière internationale depuis 1986, avec de nombreux succès, dont Hélène en 1989. Réginald Charles Gagnon dit Cayouche, lance son premier album de country en 1994 et vend plus de 90 000 disques dans sa carrière au Nouveau-Brunswick, plus que tout autre musicien auparavant. En 1999, Natasha St-Pier s'est fait connaître par son rôle dans la comédie musicale Notre-Dame de Paris, avant d'entreprendre une carrière internationale. Son disque De l'amour le mieux s'est vendu à plus de 600 000 exemplaires. Wilfred LeBouthillier a gagné la première édition de la télé-réalité Star Académie en 2003, lui donnant une visibilité dans l'Amérique francophone. Le groupe 1755 s'est reformé en 1994 puis en 2009. Le groupe Radio Radio, formé en 2001 d'anciens membres de Jacobus et Maleco de la Nouvelle-Écosse, s'est fait connaître par ses chansons en chiac et en acadien. À l'Île-du-Prince-Édouard, l'ensemble Barachois puise son inspiration dans la riche tradition musicale de la province. Johnny Aucoin et Elio Leblanc sont deux musiciens folkloriques appréciés du public. Les folkloristes Charlotte Cormier et Donald Deschênes interprètent des chansons rurales très populaires chez les enfants acadiens. Le duo Roland et Johnny, composé de Roland Gauvin et de Johnny Comeau, interprète aussi des chansons traditionnelles pour les jeunes.
Claude Gauthier et Samuel Gaudet, professeurs de mathématique à l'Université de Moncton, inventent la tritare à la fin des années 1990.
L'Acadie a suivi la tendance canadienne des superproductions musicales. Bien que Les Défricheurs d'eau du Village historique acadien n'a pas eu le succès escompté, Ode à l'Acadie de Grande-Anse est présenté depuis 2004. Le premier opéra acadien a été présenté en 2009 à Caraquet à l'occasion du IVe Congrès mondial acadien.

## Festivals

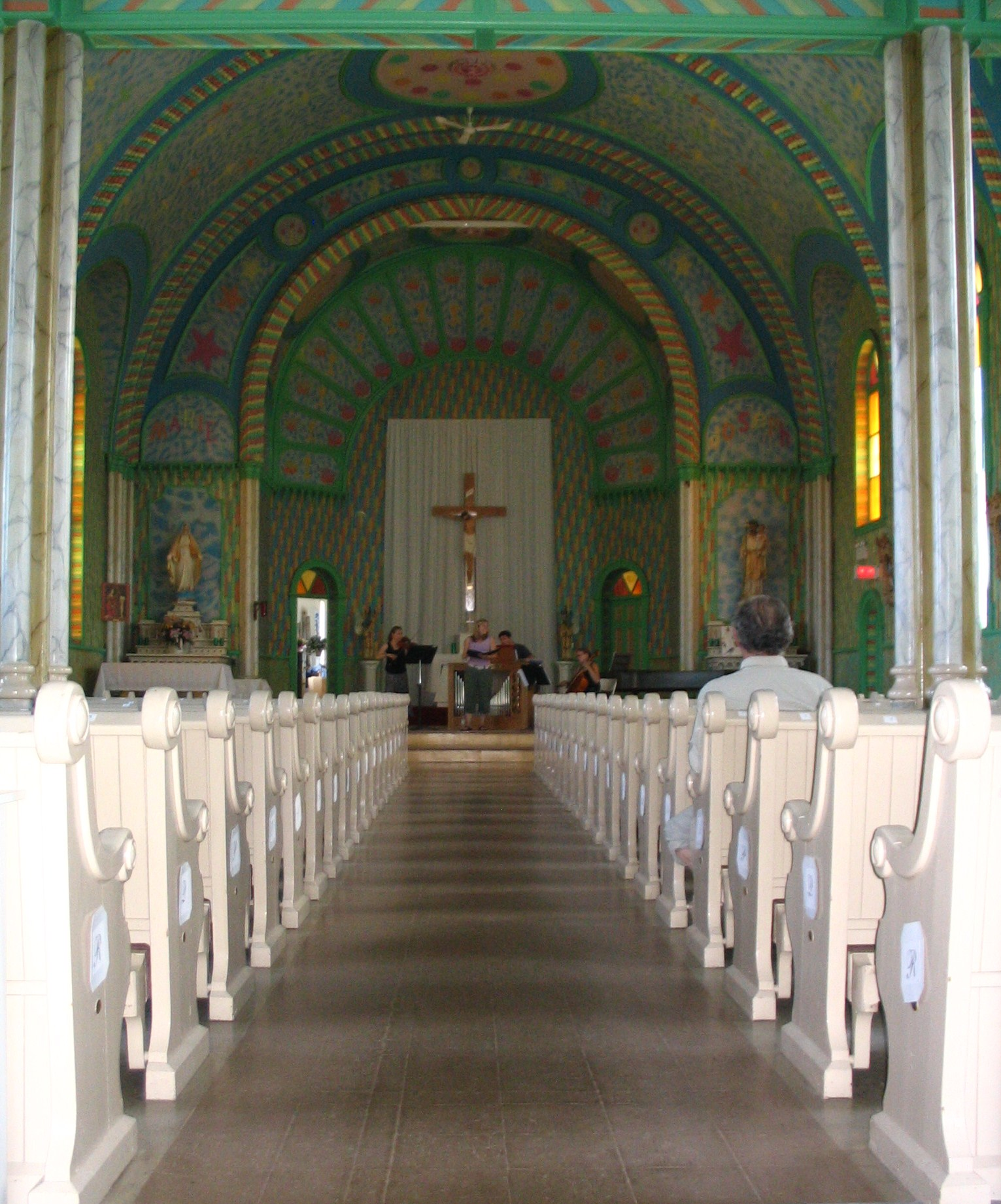
Répétition des musiciens à l'église Sainte-Cécile.

L'Acadie compte plusieurs festivals où l'on peut écouter de la musique d'artistes Acadiens. Le Gala de la chanson de Caraquet est organisé annuellement depuis 1969. Le claveciniste Mathieu Duguay a créé un festival de musique baroque. Organisé tous les ans depuis 1975 dans la pittoresque église de Sainte-Cécile, au Nouveau-Brunswick, le festival attire des musiciens du monde entier. La tradition des chorales est à l'origine, en 1979, des Choralies Internationales, événement important dans l'histoire musicale de la région, organisées tous les deux ans sous le nom d'Arcadiades à Saint-Antoine, au Nouveau-Brunswick. D'autres festivals acadiens ainsi que les Congrès mondiaux acadiens permettent d'entendre cette musique.